# Dongguan-Moschee

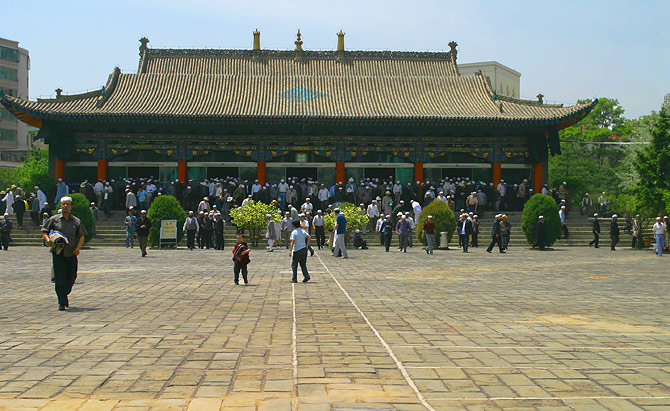
Dongguan-Moschee, nach dem Gebet

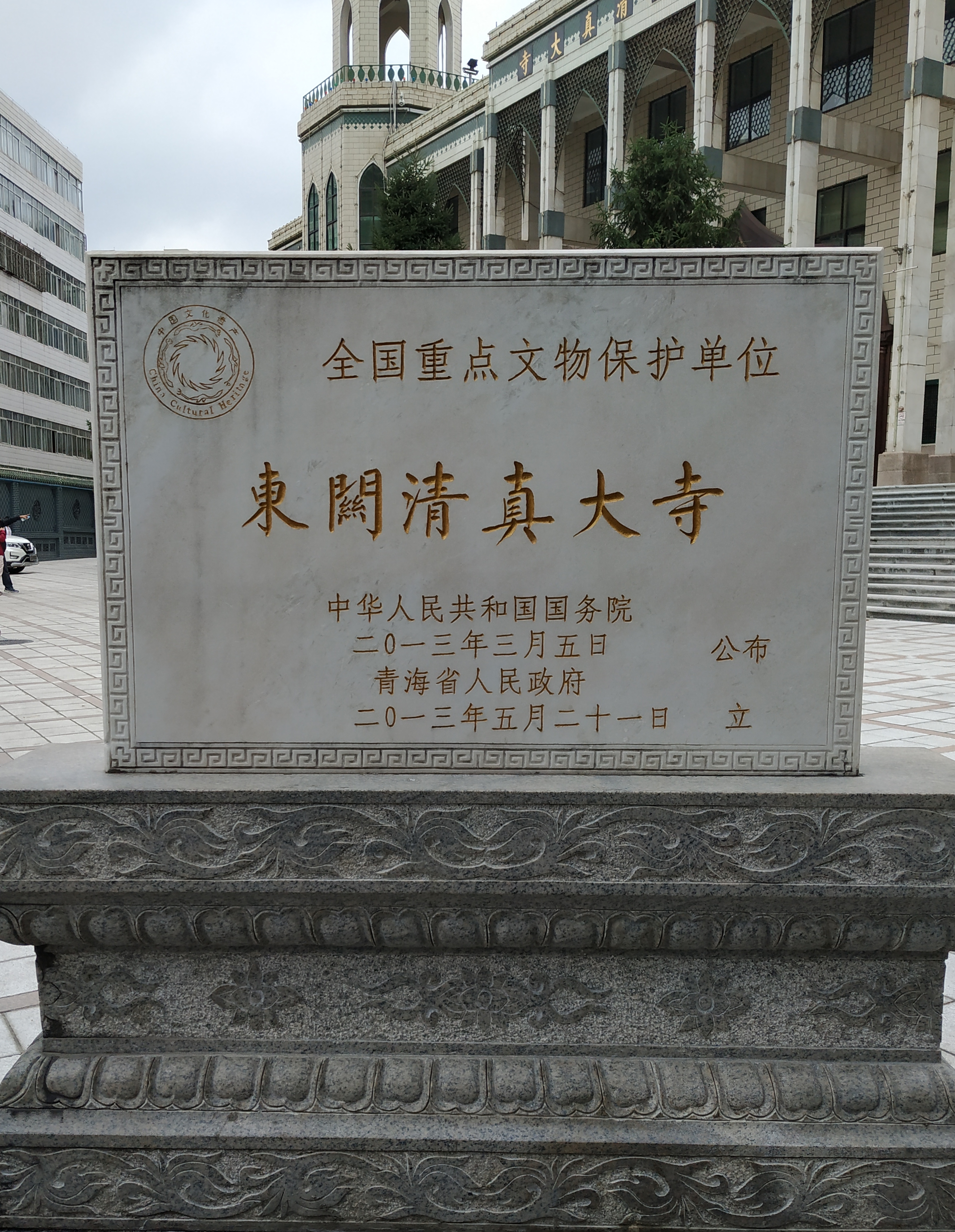
Denkmal der Volksrepublik China (2013, 7. Liste)

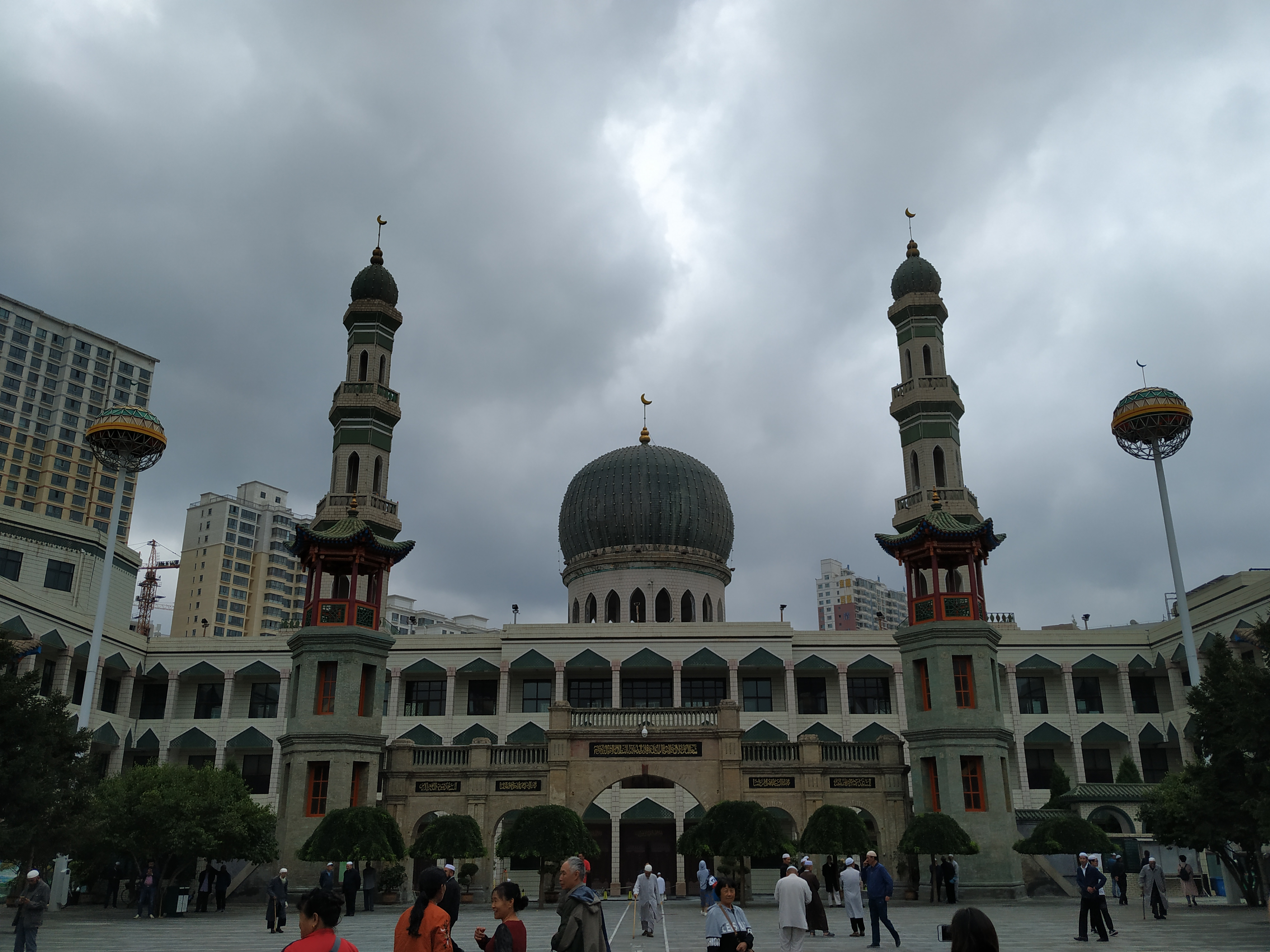
Dongguan-Moschee

Die Dongguan-Moschee (chinesisch 东关清真大寺, Pinyin Dōngguān Qīngzhēn Dàsì) ist eine Moschee in Xining, der Hauptstadt der Provinz Qinghai, China. Es ist die größte Moschee in Qinghai.
Sie wurde ursprünglich im Jahr 1380 zur Zeit der Ming-Dynastie erbaut und erst kürzlich restauriert. Die Architektur der Moschee mit ihrer grünen Kuppel ist eine Verschmelzung chinesischer Architektur und der zentralasiatischen.
Die Generäle Ma Qi und Ma Bufang kontrollierten die Dongguan-Moschee, als sie Militärgouverneure von Qinghai waren.
Die Moschee steht seit 1986 auf der Denkmalsliste der Provinz Qinghai und seit 2013 auf der nationalen Denkmalsliste (7. Liste).
Ma Changqing (1936–2018) war langjähriger Imam der Moschee. An seiner Beerdigung nahmen mehr als dreihunderttausend Muslime in der Dongguan-Moschee teil und er wurde auf dem muslimischen Friedhof in Xining beigesetzt.